# Joe Delaney
Joe Alton Delaney (Henderson, 30 ottobre 1958 – Monroe, 29 giugno 1983) è stato un giocatore di football americano statunitense che ha giocato nel ruolo di running back per due stagioni con i Kansas City Chiefs della National Football League.
Stabilì quattro record di franchigia che resistettero per vent'anni.

## Biografia

### Carriera professionistica
Delaney fu scelto nel corso del secondo giro del Draft NFL 1981 dai Kansas City Chiefs. La United Press International lo nominò rookie dell'anno della American Football Conference dopo che corse nella sua prima stagione 1.121 yard, mantenendo una media di 80,9 yard corse a partita. Le prestazioni di Delaney contribuirono a far terminare la squadra con un record di 9-7, la prima stagione con un bilancio positivo dal 1973. Fu inoltre convocato per il Pro Bowl dopo aver stabilito i primati di franchigia per yard corse in una stagione (1.121), in una partita (193 contro gli Houston Oilers), maggior numero di gare consecutive da oltre cento yard (3) e maggior numero di gare da almeno cento yard corse in una stagione (5).

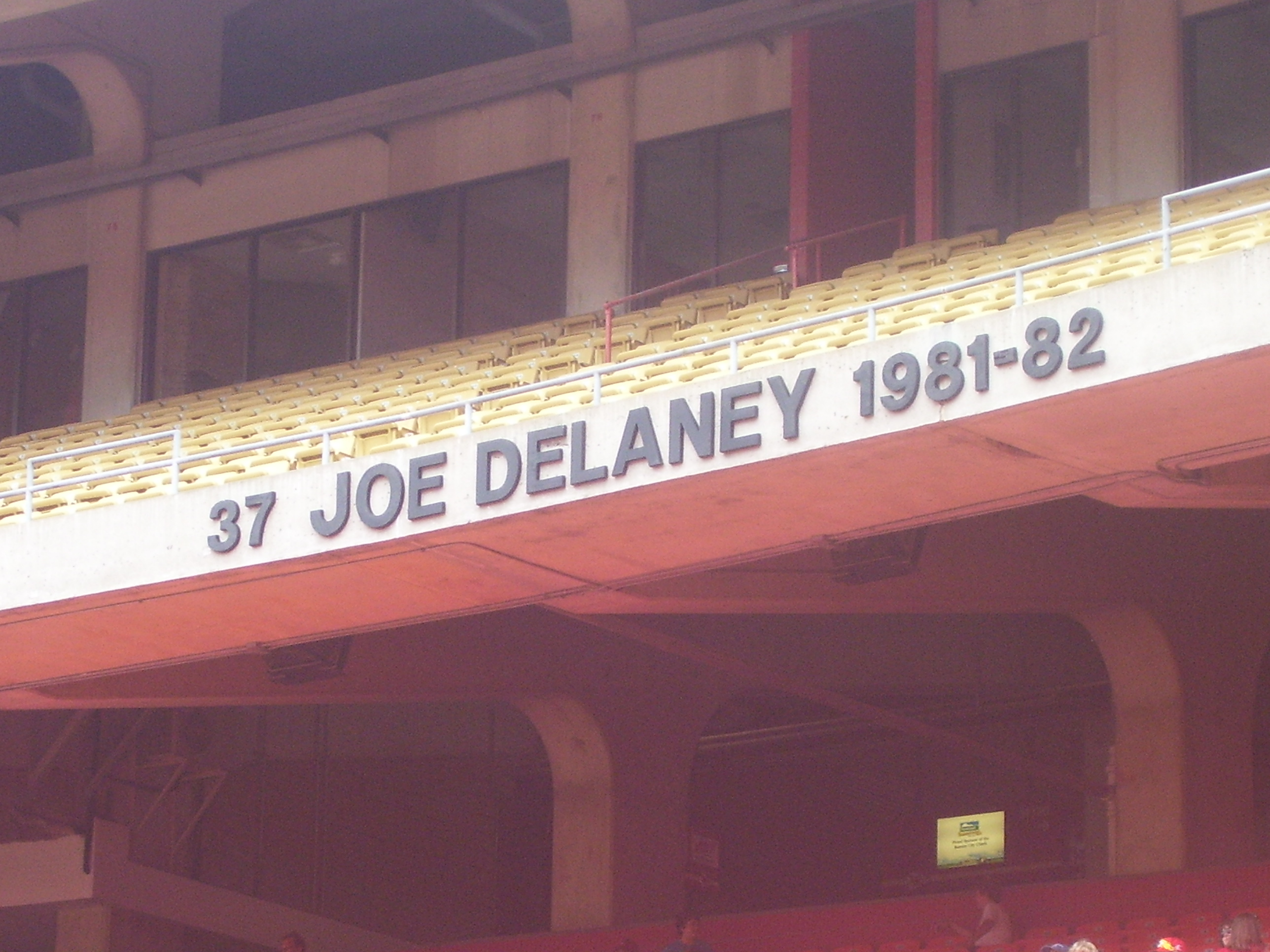
Il nome di Delaney è commemorato all'Arrowhead Stadium nel Ring of Honor dei Kansas City Chiefs.

Dopo avere corso 101 yard partendo dalla panchina nella sua prima gara contro i New England Patriots, corse per 106 yard e ne ricevette altre 104 nella sua prima partenza da titolare contro gli Oakland Raiders. Il 18 ottobre 1981 contro i Denver Broncos, Delaney segnò un touchdown dopo una corsa da 82 yard, la giocata dalla linea di scrimmage più lunga dell'intera lega nella stagione 1981.
Dopo la prestazione da record di Delaney da 196 yard corse contro gli Houston Oilers il 15 novembre 1981, il defensive end degli Oilers (e futuro membro della Pro Football Hall of Fame) Elvin Bethea disse:
Lo sciopero dei giocatori e un'operazione chirurgica a un occhio limitarono i minuti in campo di Delaney nella stagione 1982, terminando con sole 380 yard corse la stagione accorciata, con i Chiefs che terminarono con un record di 3-6. Delaney concluse la carriera professionistica con una media di 4,6 yard a portata, 9,1 yard per ricezione e guadagnò 1.811 yard complessive, segnando tre touchdown.

### Morte
Delaney morì il 29 giugno 1983 mentre tentava di salvare tre bambini dall'annegamento in un laghetto artificiale di Monroe, nel nord-ovest della Louisiana. Come onore postumo gli fu tributata la Presidential Citizen Medal dal Presidente Ronald Reagan. Anche se non è stato ufficialmente ritirato, il suo numero di maglia, il 37, non è più stato utilizzato da nessun giocatore dei Chiefs da dopo la sua morte.

## Palmarès
- Convocazioni al Pro Bowl: 1

1981
- PFWA All-Rookie Team - 1981
- College Football Hall of Fame

### Statistiche
|                               |    | Corse | Corse | Corse | Corse | Corse | Corse | Ricezioni | Ricezioni | Ricezioni | Ricezioni | Ricezioni | Ritorni kickoff | Ritorni kickoff | Ritorni kickoff | Ritorni kickoff | Ritorni kickoff |
| Anno                          | P  | Ten   | Yard  | Media | TD    | Max   | Fum   | Ric       | Yard      | Media     | TD        | Max       | Rit             | Yard            | TD              | Mez             | Media           |
| ----------------------------- | -- | ----- | ----- | ----- | ----- | ----- | ----- | --------- | --------- | --------- | --------- | --------- | --------------- | --------------- | --------------- | --------------- | --------------- |
| 1981                          | 15 | 234   | 1121  | 4.8   | 3     | 82    | 9     | 22        | 246       | 11.2      | 0         | 61        | 1               | 11              | 0               | 11              | 11              |
| 1982                          | 8  | 95    | 380   | 4.0   | 0     | 36    | 0     | 11        | 53        | 4.8       | 0         | 13        | 0               | 0               | 0               | 0               | 0               |
| Fonte: Pro Football Reference |    |       |       |       |       |       |       |           |           |           |           |           |                 |                 |                 |                 |                 |